# Московский международный кинофестиваль 1975
IX Московский международный кинофестиваль открылся 10 июля 1975 года.

## Жюри
Председатель жюри
- Станислав Ростоцкий, режиссёр (СССР)

Члены жюри:
- Серджо Амидеи — сценарист (Италия)
- Ортенсия Бусси де Альенде — общественнай деятель (Чили)
- Антонин Броусил — теоретик кино (ЧССР)
- Доржпалам Равжаагийн — режиссёр (МНР)
- Ежи Кавалерович — режиссёр (ПНР)
- Раму Кариат[англ.] — режиссёр (Индия)
- Невена Коканова — актриса (НРБ)
- Комаки Курихара — актриса (Япония)
- Абабакар Самб[фр.] — режиссёр (Сенегал)
- Жан-Даниэль Симон[англ.] — режиссёр (Франция)
- Иосиф Хейфиц — режиссёр (СССР)
- Софико Чиаурели — актриса (СССР)
- Монсеф Шарфеддин — работник министерства культуры (Тунис)
- Берт Шнайдер[англ.] — продюсер (США)

## Фильмы-участники
- «Актёр и дикари[вд]» / Actorul si salbaticii (СРР, режиссёр Маноле Маркус)
- «Белая стена[вд]» / Den vita vaggen (Швеция, режиссёр Стиг Бьеркман[вд])
- «Большие надежды[вд]» / Great expectations (Великобритания, режиссёр Джозеф Харда[вд])
- «Воспоминания о Гибралтаре[вд]» / Souvenir of Gibraltar (Бельгия-Франция, режиссёр Анри Ксоне[вд])
- «Год затмения солнца[вд]» / Нар хиртсэнжил (МНР, режиссёр Жамьянгийн Бунтар)
- «Девочка из Ханоя[вд]» / Em bé Hà Nội (ДРВ, режиссёр Хай Нинь)
- «Дерсу Узала» (СССР-Япония, режиссёр Акира Куросава)
- «Дом к рождеству[вд]» / Jouluksi kotiin (Финляндия, режиссёр Яакко Паккасвирта[вд])
- «Дом на юге[вд]» / La casa del sur (Мексика, режиссёр Серхио Ольхович)
- «Другой Франсиско[вд]» / El otro Francisco (Куба, режиссёр Серхио Хираль)
- «Земля обетованная» / Ziemia obiecana (ПНР, режиссёр Анджей Вайда)
- «Как стать взрослой[вд]» / … (Шри Ланка, режиссёр Дармасена Патхираджа[вд])
- «Кафр Касем[вд]» / Kafr Kasem (Сирия, режиссёр Бурхан Алавия[вд])
- «Красное яблоко» (СССР, режиссёр Толомуш Океев)
- «Крепость на песке» / Суна-но уцува (Япония, режиссёр Ёситаро Номура)
- «Крестьянин на велосипеде[вд]» / Селянинът с колелото (НРБ, режиссёр Людмил Кирков)
- «Маленькие влюблённые» («Мои маленькие влюблённые») / Mes petites amoureuses (Франция, режиссёр Жан Эсташ)
- «Между ночью и днём» / Zwischen Nacht und Morgen (ГДР, режиссёр Хорст Э. Брандт[вд])
- «Мы так любили друг друга» / C’eravamo tanto amati (Италия, режиссёр Этторе Скола)
- «Насарено Крус и волк[вд]» / Nazareno Cruz y el lobo (Аргентина, режиссёр Леонардо Фавио)
- «Наследие» / L’heritage (Алжир, режиссёр Мухаммед Буамари[вд])
- «Незавёршенная фраза[вд]» («141 минута из незавершённой фразы») / 141 perc a befejezetlen mondatból (ВНР, режиссёр Золтан Фабри)
- «Нефтяной войны не будет[вд]» / Il’n aura pas de guerre de petrole (Марокко, режиссёр Сухейль Бен Барка)
- «Обречённые[вд]» / Totstellen (Австрия-ФРГ, режиссёр Аксель Корти)
- «Ответ знает только ветер» / Die Antwort kennt nur der Wind (ФРГ-Франция, режиссёр Альфред Форер)
- «Последний Флекснес[вд]» / Den siste fleksnes (Норвегия, режиссёр Бу Хермансон[вд])
- «Регентша[вд]» / La regenta (Испания, режиссёр Гонсало Суарес)
- «Рыжая Син[вд]» / Rooie Sien (Нидерланды, режиссёр Франс Вейс[вд])
- «Силы земли[вд]» / «Соль земли» / Allpakallpa (Перу, режиссёр Бернардо Ариас[вд])
- «Сожжение Иуды[вд]» / La quema de Judas (Венесуэла, режиссёр Роман Чальбауд[вд])
- «Сыновья тишины[вд]» / Abnaa El Samt (Египет, режиссёр Мунир Ради[вд])
- «Тигры появляются ночью» / Payak rai thaiteep / тайск. พยัคฆ์ร้ายไทยถีบ (Таиланд, режиссёр Сакка Чаручинда)
- «У моего брата отличный братишка[вд]» / Muj bracha ma prima brachu (ЧССР, режиссёр Станислав Стрнад)
- «Ужицкая республика» / Uzicka republika (СФРЮ, режиссёр Жика Митрович)
- «Хала[вд]» / «Ксала» / Xala (Сенегал, режиссёр Усман Сембен)
- «Хор[вд]» / «30 000!» / Chorus (Индия, режиссёр Мринал Сен)

## Награды
Золотые призы
- «Земля обетованная» (ПНР, реж. Анджей Вайда)
- «Дерсу Узала» (СССР-Япония, реж. Акира Куросава)
- «Мы так любили друг друга» (Италия, реж. Этторе Скола)

Серебряные премии
- «Хор» / «30 000!» (Индия, реж. Мринал Сен)
- «У моего брата отличный братишка» (ЧССР, реж. Станислав Стрнад)
- «Силы земли» / «Соль земли» (Перу, реж. Бернардо Ариас)

Специальные призы
- режиссёр Золтан Фабри («Незавёршенная фраза» («141 минута из незавершённой фразы»), ВНР)
- «Год затмения солнца» (МНР, реж. Жамьянгийн Бунтар)

Премии
- актриса Харриет Андерссон («Белая стена», Швеция)
- актриса Фатима Буамари («Наследие», Алжир)
- актёр Мигель Бенавидес («Другой Франсиско», Куба)
- актёр Георги Георгиев-Гец («Крестьянин на велосипеде», НРБ)

Почётный диплом
- «Кафр Касем» (Сирия, реж. Бурхан Алавия)
- «Ужицкая республика» (СФРЮ, реж. Жика Митрович)
- «Девочка из Ханоя» (ДРВ, реж. Хай Нинь)
- «Крепость на песке» (Япония, реж. Еситаро Номура)
- актриса Малани Фонсека («Как стать взрослой», Шри Ланка)

Премия ФИПРЕССИ
- «Дерсу Узала» (СССР-Япония, реж. Акира Куросава) — премия
- «Другой Франсиско» (Куба, реж. Серхио Хираль) — диплом